# RPC Radio
RPC Radio es una estación radial panameña ubicada en el 90.9 MHz del dial FM y desde la 106.3 FM. Salió al aire el 5 de agosto de 1949 formando una gran red de comunicación en el país. A través de sus diferentes segmento difunde un contenido informativo, deportivo y de entretenimiento. También transmite para todo el país con su red de repetidoras, en el canal 850 y vía Internet en el resto del país y en todo el mundo; también posee su aplicación para dispositivos móviles. Pertenece a Medcom y sus sedes de transmisiones se encuentran en la Ciudad de Panamá.

## Primeros años
Los primeros años de RPC Radio estuvieron marcados por una tendencia netamente enfocada a la música balada, bolero, disco y dance, cosa que era totalmente innovador en la radiodifusión panameña.
En sus primeros años RPC cambió la manera de programar radio con una programación de novelas, deportes y noticias. En 1931 se inician en Panamá, las transmisiones de la radio de onda corta. Entre las emisoras que iniciaron estaba Radio Continental, fundada por Orlando Mocci a quién Carlos Eleta le compra sus acciones en 1950.  Así se consolida Radio Programas Continental, nombre que al ser demasiado largo se acorta a RPC.
Se extiende hacia las provincias centrales, formando una gran red de comunicación en el país. Sin embargo, no existía la posibilidad de hacer cadenas de radio, y no es hasta 1956 que se hace posible la instalación de la cadena radial de mayor penetración en el país, instalando la primera red de microondas a nivel nacional y centroamericana. Rápidamente RPC se hizo la radio más escuchada del país, mucho más por sus radionovelas como: El Derecho de Nacer y programas de comedia como La Tremenda Corte. Su popularidad hizo que 11 años después, en 1960, los Eleta fundaron RPC Televisión. 
Fue la primera radio en el país en transmitir los Juegos Olímpicos de Atlanta y las primeras peleas de Roberto Durán.
En mayo de 2015 con el trabajo “Relaciones de Venezuela-Panamá Crónica de una ruptura anunciada”, los periodistas Diana Rodríguez y Edwin Fernández Alarcón, de RPC Radio, obtuvieron un galardón al Mejor Trabajo Periodístico en Radio, entregado por la Fundación Fórum de Periodistas por las Libertades de Expresión e Información en la versión XIX Premio Nacional de Periodismo. La emisora tiene una alianza informativa con CNN Radio en Español.

## Programas
- Encuentro con los Ángeles
- Hablemos de Salud
- Noticias Edición Matutina, Mediodía y Vespertina
- Radiografía
- Ponte Al Día
- Tiempo Extra
- Mañana Espectacular
- Tarde Espectacular